# The BQE
The BQE é uma exploração artística explorada por Sufjan Stevens no Brooklyn-Queens Expressway. O projeto foi primeiramente anunciado como um show ao vivo, acontecido em Novembro 1-3, 2007. O show faz parte do filme original, dirigido e escrito por Stevens, acompanhado por uma orquestra performando uma trilha sonora ao vivo.
O álbum multimídia de The BQE foi lançado no dia 20 de Outubro de 2009. O CD consiste na trilha sonora do show, um DVD das filmagens na Brooklyn-Queen Expressway acompanhando a performance original (não um filme da performance em sí), um livro de 40 páginas com anotações e fotos, e uma vista estereoscópica em 3D. Há também uma edição limitada que apresenta a trilha sonora em vinil de 180 gramas e um livro de 40 páginas com quadrinhos de BQE estrelando o The Hooper Heroes.

Quanto ao The BQE, Stevens afirma que:
| “ | Tentei reduzir o meu investimento pessoal, tanto quanto possível, e eu me recusei a incorporar um dos meus pontos fortes, que é a canção. Eu estava abandonando a minha maior arma. | ” |

## Lista de músicas
1. "Prelude on the Esplanade" – 2:56
2. "Introductory Fanfare for the Hooper Heroes" – 1:07
3. "Movement I: In the Countenance of Kings" – 5:19
4. "Movement II: Sleeping Invader" – 4:34
5. "Interlude I: Dream Sequence in Subi Circumnavigation" – 3:33
6. "Movement III: Linear Tableau with Intersecting Surprise" – 4:09
7. "Movement IV: Traffic Shock" – 3:24
8. "Movement V: Self-Organizing Emergent Patterns" – 3:45
9. "Interlude II: Subi Power Waltz" – 0:28
10. "Interlude III: Invisible Accidents" – 0:54
11. "Movement VI: Isorhythmic Night Dance with Interchanges" – 3:17
12. "Movement VII (Finale): The Emperor of Centrifuge" – 3:51
13. "Postlude: Critical Mass" – 2:59

## Pessoal (equipe)
- Produção
  - Alejandro Venguer, com Jeff Kirby e Tyler Van Dalem como assistentes  — Gravando, Studios Legacy, Cidade de Nova Iorque
  - Casey Foubert, James McAlister, e Sufjan Stevens — Gravações adicionais, Escritório de Sufjan, em Brooklyn
  - Sufjan Stevens — Mixagem
  - Lisa Moran — Gestora de Produção
  - Michael Atkinson — Editor musical, Copista
- Artistas
  - Tim Albright — Trombone
  - Hideaki Aomori — Clarinete
  - Mat Fieldes — Baixo
  - Casey Foubert — Violão elétrico
  - Josh Frank — Trompete
  - Alan Hampton — Baixo
  - Marla Hansen — Viola, Vocais
  - Jay Hassler — Clarinete baixo, Clarinete
  - Maria Bella Jeffers — Violoncelo
  - Ben Lanz — Trombone
  - Olivier Manchon — Violino
  - Rob Moose — Violino
  - Sato Moughalian — Flauta, Flautim
  - Damian Primis — Fagote
  - Theo Primis — Berrante Francês
  - Joey Redhage — Violoncelo
  - Kyle Resnick — Trompete
  - Yuuki Matthews — Baixo, Batidas
  - Beth Meyers — Viola
  - James McAlister — Bateria, Percussão, Programação de bateria, Sequencia, Sintetizadores, Efeitos Sonoros, Etc.
  - Matt Moran — Betria, Percussão
  - Arthur Sato — Oboé
  - Alex Sopp — Flauta, Flautim
  - Hiroko Taguchi — Violino
  - Amie Weiss — Violino
  - Sufjan Stevens — "Todo o Resto"
  - Michael Atkinson — Condutor

- BQE, o filme
  - Anastasia-Dyan Pridlides — Botanica
  - Elaine Tian — Quantus
  - Lindsay Brickel — Eleitora
  - Sufjan Stevens — Direção, Cinematografia, Edição
  - Reuben Kleiner — Cinematografia, Edição
  - Malcolm Hearn — Edição
  - Bryant Fisher e Blink Digital — Post-Production

- Bastidores
  - Denny Renshaw — Photografia
  - Anastasia-Dyan Pridlides — Botanica
  - Elaine Tian — Quantus
  - Lindsay Brickel — Eleitora
  - Stephen Halker — Colheirão
  - Virginia Bradley Linzee — Maquiagem
  - Belinda Martin — Guarda-roupas
  - Caroline McAlister — Design de vestuário, Vestuário
  - Sufjan Stevens — Photografia, Layout, Design, Ilustrações

- "Hooper Heroes" Comic Book/Stereoscopic Reel
  - Sufjan Stevens — História, Roteiro
  - Stephen Halker — História, Lápis, Pinturas, Cartas, Coloração
  - Heidi Cho — Coloração
  - David Min — Coloração
  - Matt Loux — Capa Aquarela
  - Christian Ackler —Cover Masthead